# Тауї бермудський
Тауї бермудський (Pipilo naufragus) — вимерлий вид горобцеподібних птахів родини Passerellidae.

## Поширення
Вид був ендеміком Бермудських островів.

## Таксономія
Це був великий представник роду і тісно пов'язаний зі східним тауї. Науковий опис було зроблено в 2012 році на основі плейстоценових і голоценових залишків четвертинних печерних відкладень. Відомо 38 кісток щонайменше п'яти осіб.

## Історія
Звіт про подорожі Вільяма Стрейчі, який зазнав корабельної аварії на Бермудських островах у 1609—1610 роках, може стосуватися цього виду. У 1625 році він описав «Товстих та пухких горобців, як вівсянка, більших за наших». Точна причина його вимирання невідома, але він остаточно вимер незабаром після прибуття людей на Бермудські острови на початку 1600-х років. Вважається, що зменшення його чисельності прискорене хижацтвом інвазивних видів.